# Martin Schwarzschild
Martin Schwarzschild, nemško-ameriški astronom, * 31. maj 1912, Potsdam, Nemčija, † 10. april 1997, Langhorne, Pensilvanija, ZDA.
Martin Schwarzschild je bil sin Karla Schwarzschilda in nečak Roberta Emdena.
Po njem so poimenovali asteroid 4463 Marschwarzschild.